# Richard Kern
Richard Kern (Roanoke Rapids, 1954) è un regista e fotografo statunitense underground, divenuto celebre per i suoi film in Super 8 dai contenuti oltraggiosi realizzati a partire dagli anni ottanta.

## Biografia
Nato nel 1954 a Roanoke Rapids, nella Carolina del Nord, si è trasferito a New York nel 1979, dove tuttora vive e lavora.
Ha collaborato con artisti underground americani come Lydia Lunch, i Sonic Youth, Butthole Surfers, Henry Rollins. Esponente di punta del cinema no wave, aderì in seguito al Manifesto del Cinema della trasgressione.

## Filmografia parziale
- The Right Side of My Brain (1984)
- Submit to Me (1985)
- You Killed Me First (1985)
- Manhattan Love Suicides (1985)
- Fingered (1986)
- The Evil Cameramen (1986)
- Submit to me Now (1987) con Casandra Stark
- X is Y (1990)
- Horoscopes (1991)
- The Sewing Circle (1992)
- The Bitches (1992)
- My Nightmare (1993)

### Videoclip
- Death Valley '69 - Sonic Youth e Lydia Lunch (1986)